# Magnitnyj (obwód kurski)
Magnitnyj (ros. Магнитный) – osiedle typu miejskiego w Rosji, w obwodzie kurskim, w rejonie żeleznogorskim. W 2021 liczyło 1516 mieszkańców.